# Ilm-Kreis

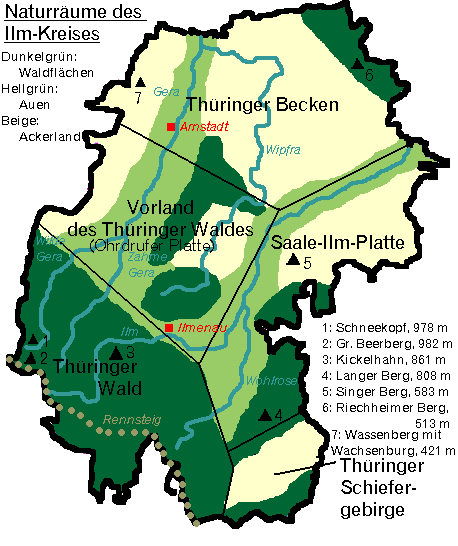
Die naturräumliche Gliederung des Ilm-Kreises

Der Ilm-Kreis ist ein Landkreis in Thüringen, der die Großräume der Städte Arnstadt und Ilmenau umschließt. Er erstreckt sich südlich von Erfurt von der A4 im Norden bis zum Rennsteig im Thüringer Wald im Süden. Im Ilm-Kreis befinden sich das größte Industriegebiet Thüringens, das Erfurter Kreuz im Norden von Arnstadt und die Technische Universität Ilmenau. Benannt wurde der Kreis nach dem Fluss Ilm, der den Kreis von Südwesten nach Nordosten durchfließt. Die Kreisstadt ist Arnstadt.
Der Ilm-Kreis entstand 1994 durch die Zusammenlegung der Landkreise Arnstadt im Norden und Ilmenau im Süden in etwa auf dem Territorium des bereits zwischen 1922 und 1952 bestehenden Landkreis Arnstadt. In den beiden Städten Arnstadt und Ilmenau leben zusammen über 60 % der Bevölkerung des Ilm-Kreises. Der Landkreis gehört zu Mittelthüringen. Durch die gute infrastrukturelle Anbindung an zwei Bundesautobahnen sowie durch die zentrale Lage in der Nachbarschaft zu Erfurt nimmt der Ilm-Kreis hinsichtlich der wirtschaftlichen Entwicklung einen Spitzenplatz unter den ostdeutschen Landkreisen ein.

## Geografie

### Lage in Thüringen
Der Ilm-Kreis liegt im zentralen Bereich Thüringens. Er ist nur von weiteren Thüringer Kreisen umgeben. Nachbarkreise sind im Norden die kreisfreie Stadt Erfurt (Grenzlänge: 16 km), im Nordosten der Landkreis Weimarer Land (Grenzlänge: 23 km), im Osten der Landkreis Saalfeld-Rudolstadt (Grenzlänge: 73 km), im Süden der Landkreis Hildburghausen (Grenzlänge: 32 km) und die kreisfreie Stadt Suhl (Grenzlänge: ? km), im Südwesten der Landkreis Schmalkalden-Meiningen (Grenzlänge: 8 km) und im Westen der Landkreis Gotha (Grenzlänge: 38 km).

### Topografische Gliederung
Der Ilm-Kreis lässt sich topografisch in drei verschiedene Zonen gliedern:
Der Nordosten des Kreisgebiets (nördlich von Arnstadt) stellt den Südrand des Thüringer Beckens dar. Dieses Gebiet ist kaum bewaldet und wird überwiegend landwirtschaftlich genutzt. Hier befindet sich auch auf dem Gebiet der Gemeinde Amt Wachsenburg der mit 235 m ü. NN niedrigste Punkt des Kreisgebiets. Dieser liegt auf der Kreisgrenze, am Übergang der Gera in die kreisfreie Stadt Erfurt.
Der mittlere und östliche Bereich des Kreises wird durch Hügelland mit Höhenlagen zwischen 250 und 600 m über NN charakterisiert. Die Flüsse Ilm, Gera und Wilde Weiße haben hier teilweise bis zu 300 m tiefe Täler in die Landschaft gegraben. Je nach Boden- und Hangverhältnissen wird dieses Gebiet landwirtschaftlich genutzt oder ist bewaldet. Hier gibt es einige kleinere Bergketten wie z. B. die Reinsberge.
Das südliche Drittel des Landkreises nehmen die Mittelgebirgslandschaften des Thüringer Waldes und im äußersten Südosten des Thüringer Schiefergebirges ein. Bis auf den Ort Frauenwald liegen alle übrigen Gebiete des Ilm-Kreises nördlich des Rennsteigs. Während der Thüringer Wald im südwestlichen Teil des Kreises noch stark zerklüftet ist, ebnet er nach Südosten hin immer weiter ab, sodass in der Neustädter Umgebung Hochflächen vorherrschend sind, während im Westen noch Bergkuppen dominieren. Damit wird der Übergang zum Thüringer Schiefergebirge mit seinen Hochflächen und zerklüfteten Tälern markiert.
Die höchstgelegenen Orte des Ilm-Kreises sind Neustadt am Rennsteig (800 m ü. NN) und Frauenwald (750 m ü. NN).

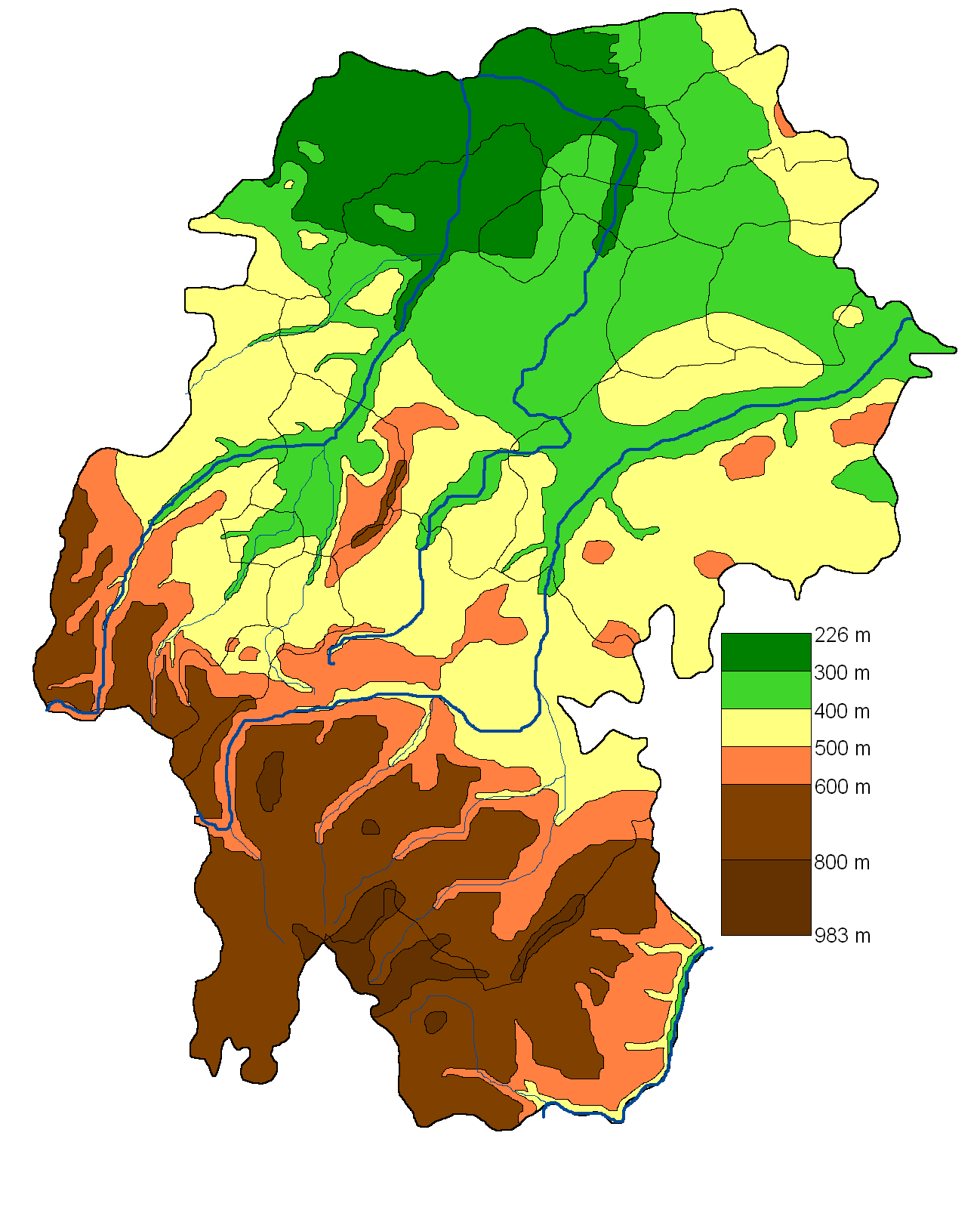
Höhenkarte

Die folgende Tabelle enthält einige wesentliche Berge und Erhebungen im Ilm-Kreis. In der ersten Tabelle sind Berge im Thüringer Wald und Schiefergebirge aufgeführt und in der zweiten Tabelle Berge im Vorland des Gebirges.
| Berg         | Höhe  | Gemeinde        |
| ------------ | ----- | --------------- |
| Kickelhahn   | 861 m | Ilmenau         |
| Morast       | 838 m | Großbreitenbach |
| Reischelberg | 821 m | Großbreitenbach |
| Haube        | 811 m | Großbreitenbach |
| Langer Berg  | 809 m | Großbreitenbach |
| Rumpelsberg  | 799 m | Elgersburg      |
| Lindenberg   | 749 m | Ilmenau         |
| Vitzberg     | 696 m | Großbreitenbach |
| Milchberg    | 676 m | Großbreitenbach |

| Berg                           | Höhe  | Gemeinde        |
| ------------------------------ | ----- | --------------- |
| Reinsburg                      | 604 m | Arnstadt        |
| Singer Berg                    | 583 m | Stadtilm        |
| Pörlitzer Höhe                 | 580 m | Ilmenau         |
| Großer Kalmberg                | 547 m | Stadtilm        |
| Herrenberg                     | 545 m | Stadtilm        |
| Weißer Stein                   | 532 m | Martinroda      |
| Hufeisen                       | 528 m | Stadtilm        |
| Großer Hund                    | 525 m | Stadtilm        |
| Riechheimer Berg               | 513 m | Elleben         |
| Willinger Berg                 | 502 m | Stadtilm        |
| Wassenberg (Veste Wachsenburg) | 421 m | Amt Wachsenburg |

Der Ilm-Kreis ist zu etwa 43 % bewaldet (Thüringen: 32 %) und zu etwa 44 % landwirtschaftliche Nutzfläche (Thüringen: 54 %). Der übrige Flächenanteil entfällt auf Wasser-, Siedlungs-, Verkehrs- und sonstige Flächen.

### Gewässer
Die wichtigsten Flüsse des Ilm-Kreises sind die Ilm, nach der er benannt ist, und die Gera. Fast alle übrigen Flüsse und Bäche münden in einen der beiden Flüsse. Der südliche Teil des Kreises gehört zum Einzugsgebiet der Schwarza, die teilweise die südöstliche Kreisgrenze zum Landkreis Saalfeld-Rudolstadt bildet. All die genannten Flüsse gehören zum großräumigen Einzugsbereich der Elbe. Lediglich einige kleinere südlich des Rennsteigs entspringende und bald den Landkreis verlassende Bäche und Quellflüsse (Vesser, Tränkbach, Nahe und Schleuse) gehören zum Einzugsbereich der Werra und damit der Weser.
Die folgende Tabelle enthält alle Flüsse erster und zweiter Ordnung gemäß der Einordnung durch die Thüringer Landesanstalt für Umwelt und Geologie, wobei eine (1) nach dem Flussnamen für einen Fluss erster Ordnung und eine (2) für einen Fluss zweiter Ordnung steht.
| Fluss           | Gesamtlänge | davon im Kreisgebiet |
| --------------- | ----------- | -------------------- |
| Ilm (1)         | 128,7 km    | 46,8 km              |
| Gera (1)        | 085,0 km    | 38,8 km              |
| Wipfra (2)      | 039,6 km    | 39,6 km              |
| Wilde Gera (1)  | 022,8 km    | 22,8 km              |
| Zahme Gera (1)  | 019,0 km    | 19,0 km              |
| Wilde Weiße (2) | 018,0 km    | 13,0 km              |
| Wohlrose (2)    | 017,0 km    | 17,0 km              |

| Fluss           | Gesamtlänge | davon im Kreisgebiet |
| --------------- | ----------- | -------------------- |
| Deube (2)       | 10,0 km     | 10,0 km              |
| Oelze (2)       | 10,0 km     | 10,0 km              |
| Schorte (2)     | 09,5 km     | 09,5 km              |
| Breitenbach (2) | 08,2 km     | 08,2 km              |
| Mettbach (2)    | 08,0 km     | 08,0 km              |
| Humbach (2)     | 06,5 km     | 06,5 km              |

Der Ilm-Kreis verfügt nur über wenige natürliche Standgewässer, diese befinden sich im Gehrener Feuchtgebiet, im Ilmenauer Teichgebiet und bei Rudisleben. Die größte Gewässerfläche stellt die Talsperre Heyda dar, die Bewässerungszwecken dient. Daneben gibt es noch die Talsperre Lütsche, die zur Versorgung der Dampflokomotiven der Deutschen Reichsbahn gebaut worden war, heute aber hauptsächlich touristischen Zwecken dient.

### Klima
Auf Grund der geografischen Gegebenheiten gibt es im Ilm-Kreis große klimatische Unterschiede, die auch aus den jeweiligen durch umliegende Gebirge erzeugten Luv-und-Lee-Situationen resultieren. Dabei lässt sich sowohl bei den Temperaturen als auch bei den Niederschlägen ein deutliches Nord-Süd-Gefälle beobachten.
Die Jahresmitteltemperaturen betragen im Nordrand des Kreises etwa 8 °C, während sie in den Gipfellagen des Thüringer Waldes nur etwa 4 °C erreichen. Noch deutlicher wird der Unterschied bei den Niederschlägen: In den Gipfellagen fallen im langjährigen Mittel etwa 1200 mm Niederschlag. Dieser Wert nimmt nach Norden hin deutlich ab und erreicht im Bereich der Drei Gleichen kaum noch 450 mm jährlich. Dieses Gebiet gehört damit zu den trockensten in Deutschland. Die mittlere Jahressumme an Sonnenscheinstunden beträgt zwischen 1400 Stunden im Bergland und 1600 Stunden am Nordrand des Kreises.
Der Klimawandel der letzten Jahrzehnte wirkt sich auch auf das Klima im Ilm-Kreis aus, wobei die Stärke der Auswirkungen wiederum regional sehr unterschiedlich ist. So betrug die Zunahme der mittleren Temperatur in den Jahren 1951 bis 2000 im Norden ca. 0,8 K, aber nur etwa 0,4 K im Bergland. Bei den Niederschlägen lassen sich sogar gegensätzliche Trends feststellen: Während es im genannten Zeitraum zu einer Zunahme der jährlichen Niederschlagsmenge im Mittelgebirge um bis zu 20 Prozent kam, gingen die Niederschlagsmengen am Rand des Thüringer Beckens leicht zurück. Insgesamt lässt sich im Ilm-Kreis wie in ganz Thüringen ein Trend zu nasseren Wintern und trockeneren und wärmeren Sommern feststellen.
Problematisch ist auch, dass einige kleinere Bäche im Thüringer Wald alljährlich zur Schneeschmelze im Februar/März große Wassermengen abtransportieren müssen. Dadurch kommt es immer wieder zu Überschwemmungen, besonders im Ilmtal zwischen Gräfinau-Angstedt und Stadtilm, wo das Tal nur ein geringes Gefälle besitzt. Dort sind aber ausreichende Flutauen vorhanden. Zu verheerenden Überschwemmungen kommt es im Ilm-Kreis bei der Schneeschmelze jedoch nicht, da die Flüsse zwischen den Ortschaften nicht begradigt und überall Auflächen vorhanden sind.

### Geologie
Die heutige stark differenzierte geografisch-geomorphologische Gestalt des Ilm-Kreises ist das Ergebnis eines sich über mehrere Hundert Millionen Jahre hinziehenden Prozesses von aus dem Erdinneren herrührenden Hebungsprozessen verbunden mit den Wirkungen des Klimas bzw. vorübergehender Meeresüberflutungen. Trotz der heute anzutreffenden landschaftlichen Gegensätze verlief die geologische Entwicklung des Gebiets des heutigen Ilm-Kreises lange Zeit gleich.
Der älteste tektonische Vorgang, der für die geologische Betrachtung des Gebiets von Bedeutung ist, war die variszische Gebirgsfaltung vor etwa 325 Millionen Jahren. Sie hinterließ eine rasche Abfolge von Wellen und Satteln, die von Südwest nach Nordost ausgerichtet waren. Im Gebiet des Ilm-Kreises unterscheidet man dabei den östlich gelegenen Schwarzburger Sattel und die zentral gelegene Oberhöfer Mulde. Im Muldenbereich bildeten sich dabei einzelne Vulkane. Die bei dieser Faltung herausgehobenen Sedimente wurden rasch eingeebnet. Es entstanden langgezogene Schwellengebiete und Senken. Die Mulden wurden von den Schwellen her mit den Schuttmassen (vor allem Sandsteine und Konglomerate) aufgefüllt. Im Bereich des oberen Ilmtals war dies aber auch Granit infolge der Vulkantätigkeit.
Nach dieser Periode drang vor etwa 240 Millionen Jahren aus nordwestlicher Richtung das Zechsteinmeer nach Thüringen vor. Dessen Ablagerungen, vor allem Kalke, Dolomite, tonige Gesteine und Salze bilden ein zweites Stockwerk auf den variszischen Gesteinen.
Durch tektonische Bewegungen der Erdkruste vor etwa 160 Millionen Jahren bildeten sich die noch heute sichtbaren Großformen im Thüringer Bereich aus. Es entstanden vorrangig von Nordwest nach Südost gerichtete Schollen, die sich, wie die relativ schmale Scholle des heutigen Thüringer Waldes und die deutlich breitere Scholle des Thüringer Schiefergebirges teilweise bis zu 1000 Meter aus ihrer Umgebung heraushoben, aber auch um wesentlich geringere Beträge wie die Scholle des Thüringer Beckens. Von besonderer geologischer Bedeutung sind die Ränder dieser Schollen, wo sich Gesteinsschichten teilweise senkrecht aufstellten. Eine solche Störungszone ist die Eichenberg-Gotha-Saalfelder-Störungszone, durch die nordwestlich von Arnstadt zwei charakteristische Höhenzüge entstanden sind, aus deren Mulde zwischen den beiden der Keuper-Bergkegel der Veste Wachsenburg herausragt. Dieser Bereich ist wegen der hier zutage tretenden unterschiedlichsten Gesteinsschichten geologisch besonders interessant und die Basis für den entstehenden Geopark Drei Gleichen.
Die tektonischen Bewegungen, die auch saxonische Gebirgsbildung genannt werden, hörten gegen Ende des Tertiärs im Pliozän vor etwa zwei Millionen Jahren auf. Bereits in dieser Phase wurden die Schichten des Zechsteins und der Trias (Buntsandstein, Muschelkalk und Keuper) von den Höhenlagen der Schollen abgetragen, wobei im Bereich des Thüringer Waldes weitere für die Witterung anfällige Gesteine zutage traten, während im Bereich des Schiefergebirges ältere, feste Gesteine die relativ flache Oberfläche noch heute bilden.
Im nachfolgenden Quartär, dem den jüngsten geologischen Zeitraum der Erdgeschichte, kam es zu häufig wechselnden Klimazuständen, die ständig zwischen warm- und Kaltzeiten pendelten. Insbesondere in den Kaltzeiten kam zu intensiven Frostverwitterungen vor allem des Buntsandsteins und des Keupers, während der Muschelkalk auf Grund seiner Wasserdurchlässigkeit, aber geringen Wasseraufnahmefähigkeit in dieser Zeit kaum angegriffen wurde. Diese je nach Gesteinsart verschiedene Wirkung des Wassers lässt sich noch heute an der Breite der Flusstäler im Ilm-Kreis erkennen: Während die Gera im Bereich der aus Muschelkalk bestehenden Ohrdrufer Platte ein tiefes Tal mit steilen Muschelkalkfelsen geschaffen hat, hat die Ilm zwischen Ilmenau und Stadtilm die dort vorhandenen Buntsandsteinflächen relativ breitflächig abgetragen. In den Muschelkalkbereichen zwischen den Flüssen wurden die Deckflächen abgetragen und es entstanden relative flache Flächen, von denen das Plateau von Gossel besonders bemerkenswert ist. Die neu entstandenen, nach Nordosten gerichteten Flüsse trugen große Mengen des verwitterten Gesteins in das Vorland des Thüringer Waldes, wo sie wegen des geringeren Gefälles nicht mehr abgetragen werden konnten und Schotterterrassen bildeten, die heute vor allem im Bereich Ilmenau – Gräfenroda anzutreffen sind.
Die Vereisungen der Elster- und Saaleeiszeit erreichten zwar das Thüringer Becken, berührten den Ilm-Kreis aber nur an seiner äußersten nördlichen Grenze. Deshalb sind dort wenige Reste in Form von Grundmoränenmaterial zu finden. Bedeutender sind aus dieser Zeit die Lößablagerungen in Höhen bis zu 400 m über dem Meeresspiegel infolge der kaltzeitlichen Verwitterung, die die Bodenstruktur für die heutige Landwirtschaft bildeten. Nach der letzten Kaltzeit, in der das Gebiet eine Art Tundra darstellte, hielten die Wälder wieder Einzug, wenn auch mit einem geringeren Artenreichtum als es noch im Tertiär unter tropischen Klimabedingungen der Fall war. Durch den Bewuchs nach der letzten Kaltzeit hat sich das zu diesem Zeitpunkt herausgebildete Relief bis heute dann kaum verändert.

### Raumstruktur
Die Raumstruktur des Landkreises ist durch verschiedene Einflüsse geprägt. Alle Orte liegen im Einzugsbereich des Oberzentrums Erfurt, dessen Einfluss in den noch suburbanen nördlichen Gemeinden groß ist und nach Süden hin abnimmt. Die Nähe zu Erfurt führte in den 1990er-Jahren zu größeren Bevölkerungsgewinnen und der Anlage von Eigenheimsiedlungen. In den 2000er-Jahren folgten auch Gewerbeansiedlungen im großen Rahmen am Erfurter Kreuz bei Ichtershausen und Arnstadt. Heute verhilft dies dem nördlichen Teil zu relativer Strukturstärke und Stabilität. Im südlichen Teil des Landkreises liegt als Mittelzentrum Ilmenau mit weniger Großbetrieben des produzierenden Gewerbes. Bedeutendster Faktor der räumlichen Entwicklung ist die Technische Universität Ilmenau mit knapp 4500 Studierenden im Wintersemester 2023/24 und benachbarten Forschungsinstituten sowie Unternehmensausgründungen in innovativen, aber wenig personalintensiven Branchen. Trotz stetig fallender Studierendenzahlen sorgt die Universität für strukturelle Stärke und Stabilität.
Der Rest des Ilm-Kreises ist ländlicher Raum. Im Norden dominieren kleine Dörfer landwirtschaftlicher Struktur und im Süden liegen größere Dörfer, die durch Heimgewerbe und Produktion von Glas-, Holz- und Porzellanwaren geprägt waren. Diese Orte haben durch jahrzehntelange Abwanderung und Alterung bereits große demografische Probleme und gehören diesbezüglich zu den am stärksten betroffenen Orten in Deutschland. Einige Dörfer zeigen bereits einen gewissen Leerstand und die Immobilienwerte sinken von Jahr zu Jahr; sie liegen für Bestandsimmobilien selten über dem Preis eines Mittelklassewagens. Nachteilig wirkt sich neben der demografischen Struktur hier insbesondere die ungünstige Lage abseits schneller Verkehrswege im Gebirge aus. Jedoch gibt es auch im Vorland periphere Gebiete abseits von Infrastruktur und Arbeitsstätten, die bei weiterer Abnahme und Alterung der Einwohnerschaft in eine ähnliche Situation kommen können, beispielsweise die Dörfer im zur Stadt Stadtilm gehörenden Deube-Gebiet südöstlich der Stadt, die Orte im südlichen Wipfratal um Reinsfeld und Wipfra oder einige Orte am nordöstlichen Rand des Kreises, die weiter von Erfurt entfernt liegen, etwa Osthausen-Wülfershausen und Witzleben.

## Geschichte

### Siedlungsgeschichte
Als im 8. Jahrhundert in der Gegend die urkundliche Überlieferung von Orten einsetzte, bestanden nördlich einer Linie von Bittstädt im Westen bis Dienstedt im Osten bereits rund 20 Dörfer. Die früheste Erwähnung eines Ortes außerhalb der römischen Siedlungsgebiete in Deutschland stellt Arnstadt im Jahr 704 dar (in der sogenannten Hedenschen Schenkung). Die nächste Gründungswelle setzte im Zuge des mittelalterlichen Landesausbaus im 12. Jahrhundert ein und dauerte bis zur Mitte des 14. Jahrhunderts. In dieser Zeit entstanden etwa 50 Orte im Ilm-Kreis, die im Wesentlichen in der Hügellandschaft am Nordrand des Thüringer Waldes in der Mitte des Kreises zwischen 250 und 500 Metern Höhe liegen. Zu dieser Zeit (1273) wurde auch die Stadt Ilmenau erstmals erwähnt. Die höchsten Gebiete (über 500 Höhenmeter) im Süden blieben jedoch noch unbesiedelt. Vereinzelte Ortsgründungen setzten hier erst ab dem 15. Jahrhundert ein, wobei dieser Raum aufgrund topografischer und klimatischer Verhältnisse bis heute nicht flächendeckend besiedelt wurde.
Im 13. und 14. Jahrhundert kamen auch die vier alten Städte im Kreis zu ihren Rechten. Arnstadt wurde 1266 Stadt und entwickelte sich schnell zum Zentrum der Region und einer blühenden Handels- und Handwerksstadt mit etwa 4000 Einwohnern. Stadtilm wurde 1268 zur Stadt erhoben und entwickelte sich zum regionalen Zentrum zwischen Arnstadt und Saalfeld mit etwa 2000 Einwohnern. Im Jahr 1341 wurde Ilmenau zur Stadt. Es entwickelte sich zunächst nur langsam, hatte aber teils die Prägung einer Bergstadt und etwa 1000 Einwohner. Als letzte der alten Städte erlangte Plaue 1345 die Stadtrechte. Es konnte sich aber nie zu einer vollen Stadt im sozialgeografischen Sinn entwickeln, weil die Einwohnerzahl im Mittelalter und der frühen Neuzeit die 500er-Marke nicht überschritt.
Weitere Orte mit einer übergeordneten Funktion, die zwischen vollen Städten und einfachen Dörfern standen, waren etwa Ichtershausen im Norden, Gräfenroda im Westen, Schmiedefeld am Rennsteig im Süden sowie Langewiesen, Gehren und Großbreitenbach im Südosten des Ilm-Kreises. 1855 wurden die letzten drei ebenfalls zu Städten erhoben, während Ichtershausen bis in diese Zeit als Marktflecken bezeichnet wurde. Auch die Klöster und einige der zahlreichen Burgen in der Region übten bis zum Beginn der Neuzeit, teilweise als Amtssitze auch bis ins 19. Jahrhundert, gewisse zentralörtliche Funktionen für ihr Umland aus.

### Territorialgeschichte

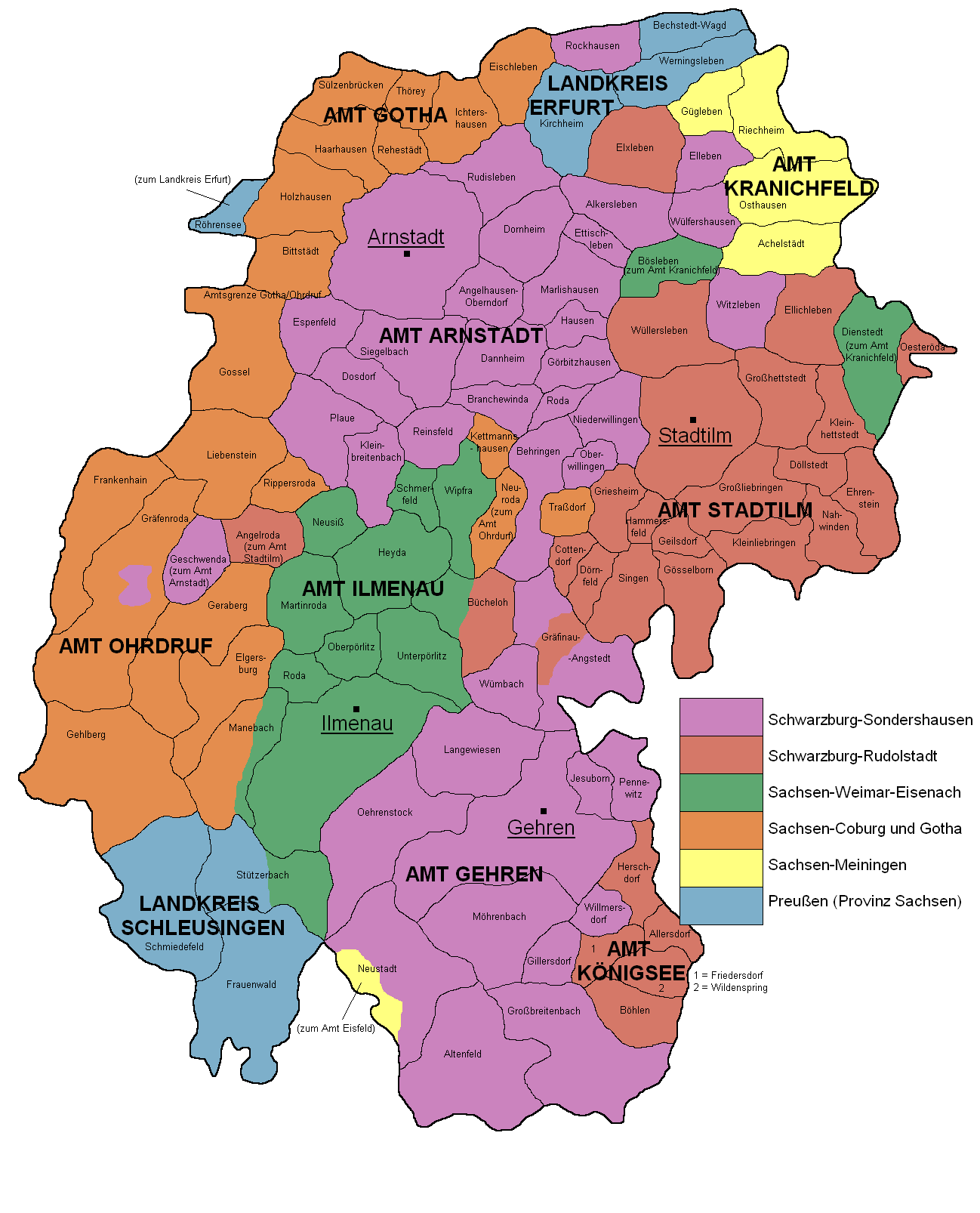
Staatenaufteilung im heutigen Ilm-Kreis bis 1920

Die bedeutendsten Landesherren im Gebiet waren die Grafen von Schwarzburg bzw. deren Vorgänger, die Käfernburger. Daneben traten im Hochmittelalter Akteure wie die Grafen von Henneberg und von Gleichen, die jedoch im Spätmittelalter an Macht verloren. An ihre Stelle traten die ernestinischen Wettiner, die ihre Macht nach und nach ausdehnen konnten und in der frühen Neuzeit der zweite bedeutende Landesherr neben den Schwarzburgern waren. Schließlich erhielten die Preußen nach dem Wiener Kongress einige Orte im Kreis, die vorher zu Erfurt und damit zu Kurmainz (im Norden) oder zu den albertinischen Wettinern Kursachsens (im Süden) gehörten.
Zwischen 1826 und 1918 gehörten die Orte des Ilm-Kreises zu folgenden Staaten (geteilte Orte sind mit einem X gekennzeichnet):
- Fürstentum Schwarzburg-Sondershausen: Alkersleben, Altenfeld, Angelhausen, Arnstadt, Behringen, Branchewinda, Dannheim, Dornheim, Dosdorf, Elleben, Espenfeld, Ettischleben, Gehren, Geschwenda, Gillersdorf, Görbitzhausen, Gräfinau-Angstedt (X), Großbreitenbach, Hausen, Jesuborn, Kleinbreitenbach, Langewiesen, Marlishausen, Möhrenbach, Neustadt am Rennsteig (X), Niederwillingen, Oberndorf, Oberwillingen, Oehrenstock, Osthausen, Pennewitz, Plaue, Reinsfeld, Rockhausen, Roda (b. Arnstadt), Rudisleben, Schmerfeld (X), Siegelbach, Willmersdorf, Witzleben, Wülfershausen, Wümbach
- Fürstentum Schwarzburg-Rudolstadt: Allersdorf, Angelroda, Böhlen, Bücheloh, Cottendorf, Döllstedt, Dörnfeld, Ehrenstein, Ellichleben, Elxleben, Friedersdorf, Geilsdorf, Gösselborn, Gräfinau-Angstedt (X), Griesheim, Großhettstedt, Großliebringen, Hammersfeld, Herschdorf, Kleinhettstedt (X), Kleinliebringen, Nahwinden, Oesteröda, Oberilm, Singen, Stadtilm, Wildenspring, Wüllersleben
- Herzogtum Sachsen-Coburg und Gotha : Bittstädt, Eischleben, Elgersburg, Frankenhain, Geraberg, Gossel, Gräfenroda, Haarhausen, Holzhausen, Ichtershausen, Kettmannshausen, Liebenstein, Manebach (X), Neuroda, Rehestädt, Rippersroda, Sülzenbrücken, Thörey, Traßdorf
- Großherzogtum Sachsen-Weimar-Eisenach: Bösleben, Dienstedt, Heyda, Ilmenau, Kleinhettstedt (X), Manebach (X), Martinroda, Neusiß, Oberpörlitz, Roda (b. Ilmenau), Schmerfeld (X), Stützerbach (X), Unterpörlitz, Wipfra
- Herzogtum Sachsen-Meiningen: Achelstädt, Gügleben, Neustadt am Rennsteig (X), Osthausen, Riechheim
- Königreich Preußen: Bechstedt-Wagd, Eischleben, Frauenwald, Kirchheim, Röhrensee, Stützerbach (X), Werningsleben

Nach der Gründung Thüringens 1920 wurden die zersplitterten Verwaltungsverhältnisse zugunsten von Landkreisen neu geordnet. Es entstand der Landkreis Arnstadt, der weitgehend identisch mit dem heutigen Ilm-Kreis war. Arnstadt wurde Sitz des Landrats und zugleich selbst kreisfreie Stadt. Nach der Gründung der DDR wurde der Landkreis Arnstadt im Jahr 1952 geteilt: der südliche Teil kam als Kreis Ilmenau zum Bezirk Suhl, der nördliche Teil als Kreis Arnstadt zum Bezirk Erfurt. Nach der Wiedervereinigung wurden beide Kreise 1994 wieder zusammengelegt und erhielten den Namen Ilm-Kreis.

### Einwohnerentwicklung

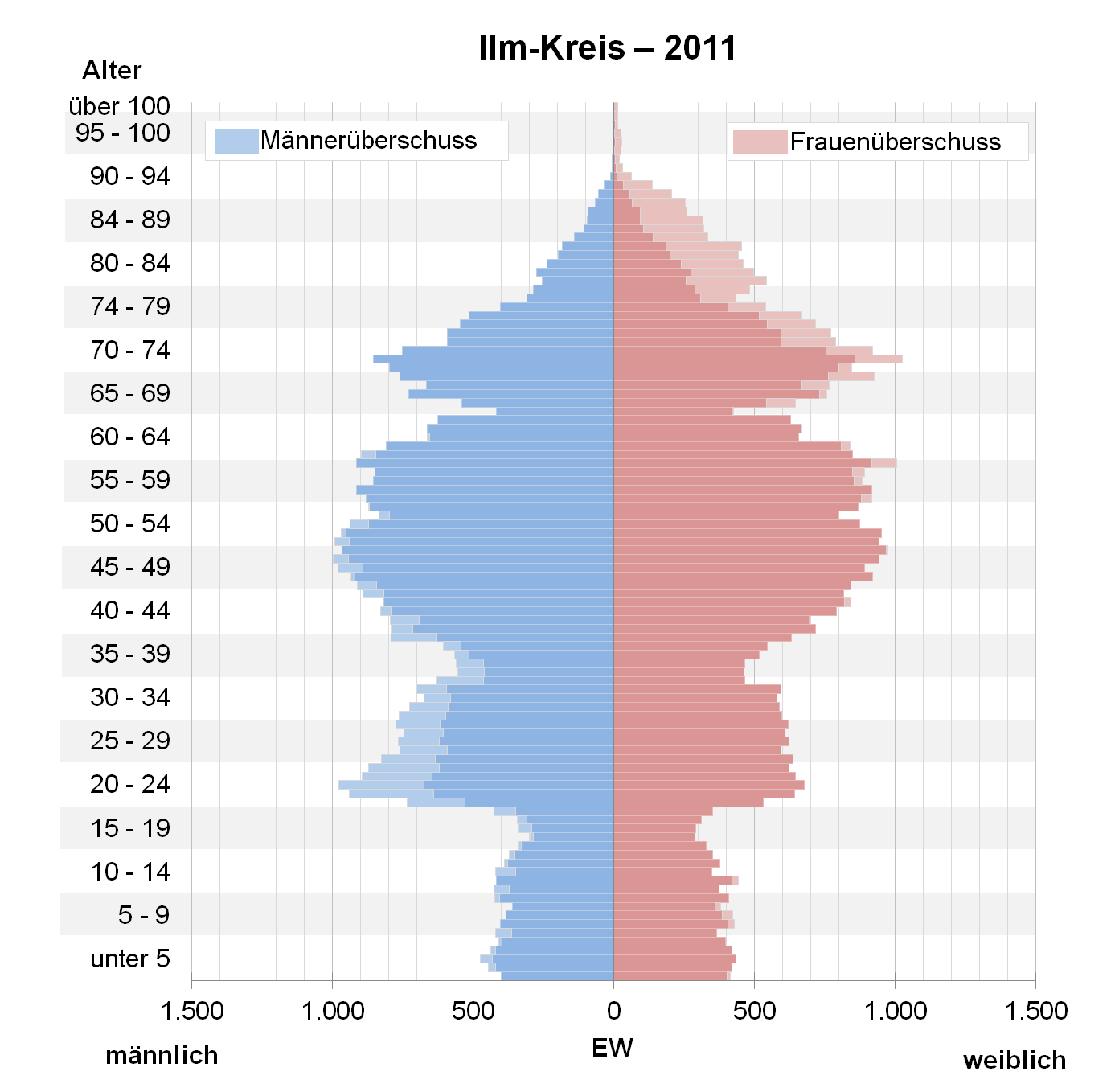
Bevölkerungspyramide für den Ilm-Kreis (Datenquelle: Zensus 2011)

Bis etwa zum Jahr 1920 stieg die Bevölkerung im Gebiet rasch an. Lebten zu Beginn der Industrialisierung um 1840 erst knapp 50.000 Menschen im heutigen Kreis, waren es zur Zeit des Ersten Weltkriegs bereits mehr als doppelt so viele, rund 110.000 Menschen. Zwischen dem Ersten und dem Zweiten Weltkrieg verlangsamte sich das Bevölkerungswachstum und der Zuzug von Vertriebenen aus den ehemaligen deutschen Ostgebieten brachte nach 1945 nochmals einen deutlichen Anstieg der Einwohnerzahl auf über 140.000 Bewohner. Zu DDR-Zeiten blieb die Einwohnerzahl relativ konstant mit leicht sinkender Tendenz, sodass sie auf rund 135.000 am Ende der 1980er-Jahre sank. In den ersten Jahren nach der Wiedervereinigung verließen schlagartig knapp 10.000 Einwohner das Kreisgebiet, während sich die Gesamtentwicklung gegen Ende der 1990er-Jahre stabilisierte. Nach der Jahrtausendwende setzte eine erneute Abwärtstendenz ein. 2015 stieg die Bevölkerungszahl zum ersten Mal seit 1997 geringfügig.
Auf regionaler Ebene entwickelt sich die Bevölkerung relativ unterschiedlich. Die kleinen Bauerndörfer im nördlichen Kreisteil zeigten in den 150 Jahren zwischen 1840 und 1990 Konstanz und ihre Einwohnerzahlen änderten sich kaum. Hingegen stieg die Einwohnerzahl in den Städten und „Industriedörfern“ wie Ichtershausen, Gräfenroda oder Geraberg bis zum Ersten Weltkrieg stark an. In der Zeit zwischen dem Ersten Weltkrieg und 1990 war das Bevölkerungswachstum dann nur noch auf die beiden großen Städte Arnstadt und Ilmenau beschränkt, während viele der vorher stark gewachsenen Industriedörfer und kleineren Städte analog zur Konzentration der Industrie in Arnstadt und Ilmenau schrumpften.
Nach 1990 ging die Bevölkerung zunächst vor allem in den Städten zurück, da die Bevölkerung dort kaum an Wohneigentum gebunden war und nach Westdeutschland auswanderte. Gleichzeitig setzte eine Suburbanisierungswelle ein, die besonders den nördlichen, an Erfurt grenzenden Randgemeinden, aber auch einigen Orten der Umgebung Arnstadts und Ilmenaus hohe Bevölkerungsgewinne brachte. Nach dem Abebben dieser Entwicklungen im neuen Jahrtausend stabilisieren sich die beiden Städte, während die Bevölkerung der Landgemeinden nun umso schneller schrumpft, da dort kaum Zuwanderung stattfindet, um das Geburtendefizit auszugleichen. Am härtesten trifft diese Entwicklung die Orte im Thüringer Wald und Thüringer Schiefergebirge im Süden des Kreises, jedoch nimmt nun die Bevölkerung auch in den meisten kleinen Orten im Norden des Kreises ab. In den Dörfern südöstlich des Langen Berges zwischen Großbreitenbach und Königsee hat sich die Bevölkerung im Vergleich zum Jahr 1843 heute sogar nahezu halbiert; sie stellen mithin seit 200 Jahren ein Abwanderungsgebiet dar.
| Jahr  | Einwohner |
| ----- | --------- |
| 1843  | 049.902   |
| 1910  | 106.107   |
| 1925  | 118.020   |
| 1933  | 121.409   |
| 1939  | 122.541   |
| 1955a | 139.300   |
| 1960a | 135.919   |
| 1975a | 136.587   |
| 1985a | 135.680   |
| 1989  | 132.337   |

| Jahr  | Einwohner |
| ----- | --------- |
| 1994b | 123.834   |
| 1995  | 123.390   |
| 1996  | 122.890   |
| 1997  | 122.903   |
| 1998  | 122.714   |
| 1999  | 122.513   |
| 2000  | 121.806   |
| 2001  | 121.040   |
| 2002  | 120.446   |
| 2003  | 119.336   |

| Jahr | Einwohner |
| ---- | --------- |
| 2004 | 118.112   |
| 2005 | 117.014   |
| 2006 | 115.753   |
| 2007 | 114.445   |
| 2008 | 113.416   |
| 2009 | 112.804   |
| 2010 | 112.350   |
| 2011 | 111.759   |
| 2012 | 109.531   |
| 2013 | 108.958   |

| Jahr  | Einwohner |
| ----- | --------- |
| 2014  | 108.899   |
| 2015  | 109.620   |
| 2016  | 109.167   |
| 2017  | 108.830   |
| 2018  | 108.742   |
| 2019c | 106.249   |
| 2020  | 105.606   |
| 2021  | 105.367   |
| 2022  | 106.975   |
| 2023  | 107.002   |

| Jahr | Einwohner |
| ---- | --------- |
| 2024 | 106.657   |

Anmerkungen:
a  Werte der Kreise Arnstadt und Ilmenau in Addition (geringfügig anderer Gebietszuschnitt)
b  Datenquelle ab 1994: Thüringer Landesamt für Statistik, Werte jeweils vom 31. Dezember
c  Werte ab 2019 ohne Gehlberg und Schmiedefeld (Differenz rund 2000 Einwohner)

### Stadt-Land-Verteilung
Vor Beginn der mit der Industrialisierung einhergehenden Urbanisierung lebten etwa 8000 Einwohner oder rund 15 % bis 20 % der Bevölkerung des heutigen Ilm-Kreises in Städten im Rechtssinn (rund 4000 in Arnstadt, 2000 in Stadtilm, 1500 in Ilmenau und 500 in Plaue). Unter ihnen wurden jedoch nur Arnstadt und Ilmenau seit dem 19. Jahrhundert stark urbanisiert und wuchsen zu Mittelstädten heran. Heute leben in beiden Städten über 63 % der Kreisbevölkerung mit weiterhin steigender Tendenz. Allerdings wachsen die Städte wenig, sondern bleiben in ihrer Einwohnerzahl, abgesehen von Eingemeindungen a, relativ konstant, während die ländlichen Gemeinden schneller an Einwohnern verlieren.
| Jahr | Arnstadt + Ilmenau | Anteil (%) | Landgemeinden | Anteil (%) |
| ---- | ------------------ | ---------- | ------------- | ---------- |
| 1843 | 07.073             | 14,2 %     | 42.829        | 85,8 %     |
| 1910 | 30.039             | 28,3 %     | 76.068        | 71,7 %     |
| 1925 | 35.307             | 29,9 %     | 82.713        | 70,7 %     |
| 1939 | 39.683             | 32,4 %     | 82.858        | 67,6 %     |
| 1955 | 45.400             | 32,6 %     | 93.900        | 67,4 %     |
| 1975 | 49.500             | 36,2 %     | 87.087        | 63,8 %     |
| 1989 | 59.293             | 44,8 %     | 73.044        | 55,2 %     |
| 2000 | 54.396             | 44,7 %     | 67.410        | 55,3 %     |
| 2005 | 52.459             | 44,8 %     | 64.555        | 55,2 %     |
| 2010 | 51.022             | 45,4 %     | 61.328        | 54,6 %     |
| 2015 | 50.634             | 46,2 %     | 58.986        | 53,8 %     |
| 2020 | 65.709 a           | 62,2 %     | 39.897        | 37,8 %     |
| 2023 | 67.515             | 63,1 %     | 39.487        | 36,9 %     |

## Politik

### Kreistag

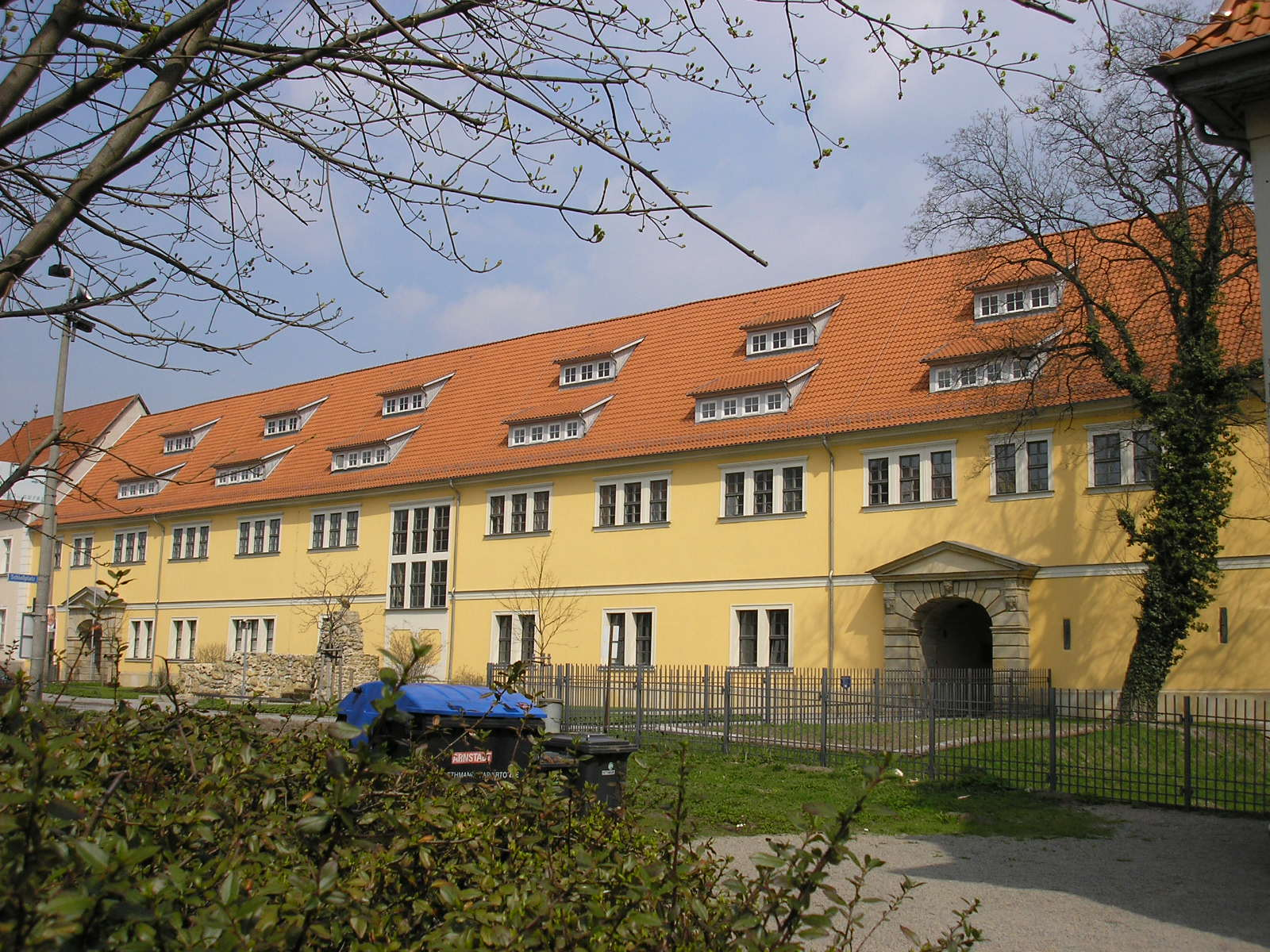
Landratsamt in Arnstadt

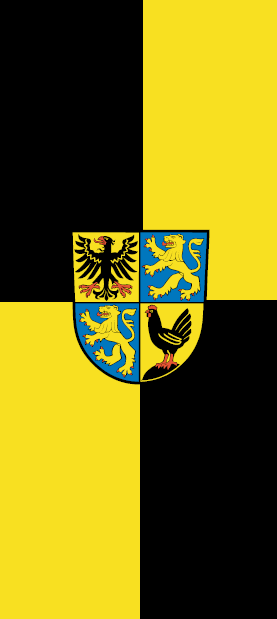
Flagge Ilm-Kreis

Die 46 Mitglieder des Kreistags wurden zuletzt bei der Wahl am 26. Mai 2024 bestimmt.
| Wahlergebnis 2024 – Kreistag Ilm-Kreis | Wahlergebnis 2024 – Kreistag Ilm-Kreis | Sitzverteilung                                                                          |
| -------------------------------------- | -------------------------------------- | --------------------------------------------------------------------------------------- |
| Partei                                 | Sitze                                  | Insgesamt 46 Sitze - Linke: 5 - SPD: 4 - Grüne: 3 - FDP: 1 - FWG: 8 - CDU: 11 - AfD: 14 |
| AfD                                    | 14 (+5)                                | Insgesamt 46 Sitze - Linke: 5 - SPD: 4 - Grüne: 3 - FDP: 1 - FWG: 8 - CDU: 11 - AfD: 14 |
| CDU                                    | 11 (±0)                                | Insgesamt 46 Sitze - Linke: 5 - SPD: 4 - Grüne: 3 - FDP: 1 - FWG: 8 - CDU: 11 - AfD: 14 |
| FWG                                    | 8 (±0)                                 | Insgesamt 46 Sitze - Linke: 5 - SPD: 4 - Grüne: 3 - FDP: 1 - FWG: 8 - CDU: 11 - AfD: 14 |
| DIE LINKE                              | 5 (−3)                                 | Insgesamt 46 Sitze - Linke: 5 - SPD: 4 - Grüne: 3 - FDP: 1 - FWG: 8 - CDU: 11 - AfD: 14 |
| SPD                                    | 4 (±0)                                 | Insgesamt 46 Sitze - Linke: 5 - SPD: 4 - Grüne: 3 - FDP: 1 - FWG: 8 - CDU: 11 - AfD: 14 |
| GRÜNE                                  | 3 (−1)                                 | Insgesamt 46 Sitze - Linke: 5 - SPD: 4 - Grüne: 3 - FDP: 1 - FWG: 8 - CDU: 11 - AfD: 14 |
| FDP                                    | 1 (−1)                                 | Insgesamt 46 Sitze - Linke: 5 - SPD: 4 - Grüne: 3 - FDP: 1 - FWG: 8 - CDU: 11 - AfD: 14 |

CDU und FDP bilden eine gemeinsame Fraktion, alle anderen fünf Parteien stellen jeweils eine eigene Fraktion. Stimmberechtigt ist neben den 46 Mitgliedern des Kreistages auch die Landrätin des Ilm-Kreises.

### Landrat
Seit Juli 2012 ist Petra Enders (parteilos) Landrätin des Ilm-Kreises. Sie wurde bei den Kommunalwahlen im April 2018 sowie bei den Kommunalwahlen im Mai und Juni 2024 im Amt bestätigt.
Ehemalige Landräte
- 1994–2006 Lutz-Rainer Senglaub (CDU)
- 2006–2012 Benno Kaufhold (CDU)

### Wappen
Das Wappen wurde am 1. Februar 1995 durch das Thüringer Landesverwaltungsamt genehmigt.
Wappenbeschreibung: „Geviert von Gold und Blau; Feld 1 ein schwarzer, rotbewehrter Adler; Feld 2 und 3 ein goldener, rotbewehrter Löwe; Feld 4 auf schwarzem Berg eine schwarze Henne mit roter Bewehrung, rotem Kamm und Lappen.“
Zum heutigen Ilm-Kreis gehören Territorien, die bis zur Auflösung des Deutschen Kaiserreiches im Jahre 1918 von sechs feudalen Kleinstaaten verwaltet wurden. Der Hauptanteil des heutigen Gebietes des Ilm-Kreises befand sich ehemals im Besitz der Fürsten von Schwarzburg. Deshalb wurde das Symbol des Stammwappens, der goldene Löwe auf blauem Grund, zweimal in das Wappen aufgenommen. Für die später in hennebergischen Besitz übergegangenen Gebiete, vor allem Ilmenau und Umgebung, wurde das Symbol der Grafen von Henneberg, die schwarze Henne aufgenommen. Für das Arnstädter Gebiet wurde das redende Wappen der Stadt in das Kreiswappen aufgenommen. Gleichzeitig kann der schwarze Adler auch die Schwarzburger Fürstentümer symbolisieren, da Arnstadt unter Schwarzburger Herrschaft stand.
Das Wappen wurde vom Heraldiker Frank Diemar gestaltet.
Eine Übersicht zu den Wappen der Städte und Gemeinden im Ilm-Kreis findet man in der Liste der Wappen im Ilm-Kreis.

### Flagge
Die am 1. Februar 1995 genehmigte Flagge des Ilm-Kreises ist geviertet von Schwarz und Gelb und trägt das Kreiswappen.

## Wirtschaft
Die Wirtschaft des Ilm-Kreis ist mittelständisch geprägt und gut entwickelt. Viele Menschen aus den nördlichen Kreisteilen pendeln in die nahe Landeshauptstadt Erfurt. Der Norden und Osten ist landwirtschaftlich geprägt, in Arnstadt und Ilmenau sind traditionell die Metallindustrie und der Maschinenbau angesiedelt. In Zusammenarbeit mit der Universität Ilmenau sind eine Vielzahl kleinerer Hochtechnologieunternehmen entstanden. In Ilmenau besteht auch die traditionelle Glasindustrie fort. Nördlich von Arnstadt entstehen seit dem Ende der 1990er Jahre mehrere Gewerbegebiete mit einer Fläche von bis zu 400 Hektar, die größte zusammenhängende Industriefläche Thüringens. Dort sind seitdem über 5000 Arbeitsplätze neu geschaffen worden.
Im Zukunftsatlas 2022 belegte der Ilm-Kreis Platz 252 von 400 Landkreisen, Kommunalverbänden und kreisfreien Städten in Deutschland und zählt damit zu den Regionen mit „ausgeglichenem Chancen-Risiko Mix“ für die Zukunft.
Die Arbeitslosenquote im Kreis liegt im Bereich des Thüringer Durchschnitts und betrug im April 2024 5,9 Prozent.
Die Beschäftigtenzahlen im Verarbeitenden Gewerbe des Kreises verteilen sich hauptsächlich auf Maschinenbau/Metallverarbeitung/Elektroindustrie (ca. 30 %), Glas-, optische und feinmechanische Industrie (ca. 25 %), Kraftfahrzeugbau (ca. 15 %), Nahrungsmittelindustrie (ca. 11 %), Holz-/Papierindustrie (ca. 10 %) und Chemische/Kunststoffindustrie (ca. 8 %).
Im Ilm-Kreis haben etwa 38.000 sozialversicherungspflichtig Beschäftigte ihren Arbeitsort (Stand 3. Quartal 2011). Gegenüber dem Jahr 2005 ist die sozialversicherungspflichtige Beschäftigung damit um über 23 % angestiegen (landesweit: 6,5 %). Damit verzeichnete der Ilm-Kreis den stärksten Arbeitsplatz-Zuwachs unter allen Landkreisen und kreisfreien Städten Thüringens.
Der Ilm-Kreis hat mit 2,8 Milliarden Euro im Jahr 2013 die höchsten Industrieumsätze in Thüringen vor Gotha und dem Wartburgkreis.
Pro-Kopf-Einkommen
Ilm-Kreis:
- 1995: 10.822 €
- 2000: 13.052 €
- 2003: 13.411 €

Thüringen:
- 2003: 14.050 €

Deutschland:
- 2003: 19.305 €

Ilmenau und Arnstadt sind die beiden größten Städte im Ilm-Kreis. Bei Langewiesen handelt es sich um einen Vorort Ilmenaus mit großen Wohn- und Gewerbegebieten, ebenso bei Ichtershausen zwischen Erfurt und Arnstadt (dort steht allerdings das Gewerbe im Vordergrund auf Grund der gut ausgebauten Infrastruktur am Erfurter Kreuz). Bei Böhlen handelt es sich um eine ländliche Gemeinde im südlichen Teil des Kreises (Altkreis Ilmenau) und bei Witzleben um eine ländliche Gemeinde im Norden des Kreises (Altkreis Arnstadt).
Zur besseren Vergleichbarkeit wurden jeweils Städte und Gemeinden der gleichen Größenklasse ausgewählt. Die Daten sind Veröffentlichungen des Thüringer Landesamtes für Statistik entnommen wurden und beziehen sich auf das Jahr 2005.
| Kriterium                                                      | Ilmenau       | Arnstadt       | Lange- wiesen | Ichters- hausen | Böhlen        | Witzleben      |
| -------------------------------------------------------------- | ------------- | -------------- | ------------- | --------------- | ------------- | -------------- |
| Einwohnerzahl (31. Dezember)                                   | 26.737        | 25.722         | 3.689         | 3.938           | 686           | 716            |
| Geburtensaldo                                                  | +3            | −132           | 0             | −2              | −9            | +3             |
| Wanderungssaldo                                                | −102          | −78            | −56           | −7              | −10           | −6             |
| Bevölkerungsstruktur 0–15 Jahre/15–65 Jahre/über 65 Jahre in % | 8,9 72,5 18,6 | 10,2 67,9 21,9 | 9,7 67,8 22,3 | 9,5 71,7 18,8   | 9,0 66,8 30,2 | 11,0 70,0 19,0 |
| Beschäftigte im Verarbeitenden Gewerbe (Monatsdurchschnitt)    | 1419          | 2839           | 321           | 856             | 0             | 0              |
| Umsatz im Verarbeitenden Gewerbe (Mio. €)                      | 137,50        | 490,70         | 52,40         | 221,40          | 0,00          | 0,00           |
| Steuereinnahmen der Gemeinde (Mio. €)                          | 9,14          | 7,56           | 1,34          | 4,07            | 0,09          | 0,11           |
| Gewerbesteuereinnahmen der Gemeinden (Mio. €)                  | 4,00          | 2,62           | 0,75          | 3,25            | 0,02          | 0,01           |
| Steuereinnahmen insgesamt pro Einwohner (in €)                 | 484           | 391            | 557           | 1842            | 148           | 162            |
| Schuldenstand der Gemeinde pro Einwohner (in €)                | 470           | 1795           | 1194          | 42              | 476           | 1183           |

Die größten Unternehmen im Kreis sind Alcatel in Arnstadt mit 430 Mitarbeitern, Garant Türen in Ichtershausen mit 300 Mitarbeitern, Dura Automotive Systems in Gehren mit 250 Mitarbeitern, Gelenkwellenwerk Stadtilm mit 245 Mitarbeitern, die Technischen Glaswerke Ilmenau mit 230 Mitarbeitern und Die Thüringer (Fleischerei) in Arnstadt mit 205 Mitarbeitern. Im Jahr 2004 wurde die Errichtung eines Werkes zur Überholung von Rolls-Royce-Triebwerken, die in Airbussen zum Einsatz kommen, beschlossen. Die N3 Engine Overhaul Services nahm 2007 zunächst mit etwa 250 Beschäftigten den Betrieb auf und war seit 2009 mit etwa 500 Beschäftigten das größte Unternehmen des Ilm-Kreises. Dieser Wert wurde ab 2011 von Bosch Solar Energy, wie N3 auch im Industriegebiet Erfurter Kreuz angesiedelt, mit über 1000 Mitarbeitern am Standort Arnstadt übertroffen.

## Schutzgebiete
Im Landkreis befinden sich 20 ausgewiesene Naturschutzgebiete (Stand Januar 2017).

## Verkehr

### Eisenbahn

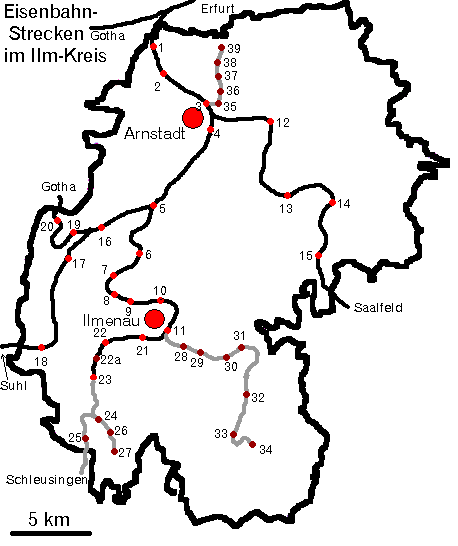
Die Bahnstrecken und Bahnhöfe im Ilm-Kreis. Erläuterungen siehe Bildbeschreibung

Im Ilm-Kreis verlaufen etwa 134 Kilometer Bahnstrecken. Davon sind 58,5 km oder 44 % Hauptstrecken und etwa 31 km oder 23 % stillgelegt.
Personenverkehr (in Betrieb):
- Bahnstrecke Neudietendorf–Ritschenhausen (Hauptbahn): (Erfurt–)Neudietendorf–Arnstadt–Plaue–Gräfenroda–Zella-Mehlis –Suhl–Meiningen/Ritschenhausen–(Schweinfurt/Würzburg). Diese Strecke wurde 1867 bis Arnstadt, 1879 bis Plaue und 1883 bis Ritschenhausen eröffnet. Vor dem Zweiten Weltkrieg erfolgte hier der Schnellzugverkehr der Verbindung Berlin–Stuttgart, heute verkehren hier die RE-Linien 7 und 14 von Erfurt nach Meiningen bzw. Würzburg sowie die STB-Linie 4 jeweils im Zweistundentakt. Bis 2001 fuhr hier mit dem IR „Rennsteig“ Erfurt–Stuttgart der letzte Fernzug im Ilm-Kreis. (KBS 570)
- Bahnstrecke Arnstadt–Saalfeld (Hauptbahn): (Erfurt–)Arnstadt–Stadtilm–Rottenbach–Bad Blankenburg–Saalfeld. Diese Strecke wurde 1894 bis Stadtilm und 1895 bis Saalfeld eröffnet. Hier verkehrt die Erfurter Bahn mit der Linie EB 23 von Erfurt nach Saalfeld im Stundentakt und der Express-Linie EBx 47 die die Linie EB 23 auf gleicher Strecke in Tagesrandlagen ersetzt. (KBS 561)
- Bahnstrecke Plaue–Ilmenau (Nebenbahn): (Erfurt–Arnstadt–)Plaue–Ilmenau. Diese Strecke wurde 1879 eröffnet. Heute verkehrt hier Süd-Thüringen-Bahn (STB 46) im Stundentakt zwischen Erfurt und Ilmenau. Seit Dezember 2018 verkehrt werktags auf gleicher Strecke zusätzlich die Linie STx 45 mit 4 Zugpaaren. (KBS 566)
- Ohrabahn (Nebenbahn): Gotha–Ohrdruf–Gräfenroda. Diese Strecke wurde 1876 bis Ohrdruf und 1892 bis Gräfenroda eröffnet. Die Strecke wurde 1998 zwischen Crawinkel und Gräfenroda gesperrt, jedoch erfolgte von 2003 wieder Zugverkehr mit der Regionalbahnlinie 49 im Zweistundentakt. Ende 2011 wurde der Betrieb aufgrund von Sparmaßnahmen des Landes komplett eingestellt. (KBS 572)
- Rennsteigbahn (Nebenbahn): Ilmenau–Stützerbach–Bahnhof Rennsteig(–Schleusingen–Themar). Diese Strecke wurde 1904 eröffnet. Von 2005 bis 2007 verkehrten am Wochenende Züge der Erfurter Bahn von Ilmenau bis Stützerbach, seit 2014 sogar als RennsteigShuttle bis zum Bahnhof Rennsteig als Verlängerung der Linie STB 46 (Erfurt-Ilmenau) im 2-Stunden-Takt. Die Rennsteigbahn GmbH & Co. KG, die die Strecken rund um Schleusingen gepachtet hat, veranstaltet gelegentlich „Nostalgiefahrten“ mit Dampfloks. (KBS 566)

Sämtliche Strecken im Ilm-Kreis befinden sich im Besitz der DB Netz AG.
Stillgelegte Strecken:
- Bahnstrecke Ilmenau–Großbreitenbach: eröffnet 1881/1883; stillgelegt 1998
- Bahnstrecke Rennsteig–Frauenwald: eröffnet 1913; stillgelegt 1966
- Bahnstrecke Arnstadt–Ichtershausen: eröffnet 1885; stillgelegt 1967; Reststück der Strecke wird 2006 als Rangierbezirk des Hbf Arnstadt betrieben, u. a. das Anschlussgleis des Eisenwerkes Arnstadt.

Der größte und wichtigste Eisenbahnknoten im Ilm-Kreis ist der Hauptbahnhof Arnstadt mit dem Bahnbetriebswerk Arnstadt sowie dem ersten und einzigen Elektronischen Stellwerk (ESTW) im Landkreis. Dieses steuert den Streckenabschnitt Neudietendorf–Rentwertshausen der für Neigetechnik ausgebauten Strecke Erfurt–Würzburg. Ebenfalls regelmäßig bedient werden die Bahnhöfe Elgersburg, Gehlberg, Gräfenroda, Ilmenau, Plaue und Stadtilm sowie 11 weitere Haltepunkte.
Des Weiteren wird der Ilm-Kreis in Nord-Süd-Richtung von der Schnellfahrstrecke Nürnberg–Erfurt des Verkehrsprojektes Deutsche Einheit Nr. 8, (Skandinavien–)Berlin–München(–Italien), durchzogen. Diese Schnellfahrstrecke verläuft im Abschnitt Erfurter Kreuz–Traßdorf parallel zur A 71. Die Inbetriebnahme erfolgte Dezember 2017.
Regelmäßige Güterverladung findet in Arnstadt Hbf (werktägliche Bedienung durch DB Schenker + Sonderleistungen) und in Ilmenau (2 Mal pro Woche Müllcontainerzug nach Leuna sowie gelegentliche Sonderleistungen) statt.

### Straßen
Der Ilm-Kreis ist für den Straßenverkehr gut erschlossen. Neben der Tatsache, dass alle Orte untereinander durch ein dichtes Netz von Landes- und Kreisstraßen verbunden sind, führen zwei Autobahnen und drei Bundesstraßen durch das Kreisgebiet. Lediglich im Bereich des Thüringer Waldes ist die Straßendichte geringer. Hier gibt es neben der Autobahn A 71 und einer Straße, die auf bzw. in unmittelbarer Nähe des Rennsteigs verläuft, nur wenige, senkrecht zum Gebirgskamm in den Flusstälern verlaufende Straßen.
Anschluss an das Autobahnnetz erhielt der damalige Landkreis Arnstadt bereits 1940, seitdem die heutige, von Ost nach West verlaufende A 4 das nördliche Kreisgebiet berührt. Die auf dem Gebiet der damaligen Gemeinde Thörey gelegene Anschlussstelle trug dann auch bis zur Eröffnung der A 71 den Namen Arnstadt (heute: Neudietendorf).
In den Jahren von 1996 bis 2003 wurde, beginnend am Erfurter Kreuz (Kreuzung zur A 4) die Bundesautobahn 71 (auch Thüringer-Wald-Autobahn genannt) von Nordost nach Südwest durch das Kreisgebiet gebaut, wobei einige beachtenswerte Brücken- und Tunnelbauwerke entstanden sind. An dieser Autobahn liegen im Ilm-Kreis die Anschlussstellen Arnstadt-Nord und -Süd, Stadtilm, Ilmenau-Ost und -West sowie Gräfenroda.
Neben den Autobahnen gibt es im Kreisgebiet noch Abschnitte folgender Bundesstraßen:
- Die B 87, die in Stadtilm beginnt und von hier nach Nordosten über Stadtilm entlang der Ilm in Richtung Weimar führt, zuvor begann sie an der Autobahnanschlussstelle Ilmenau-Ost, welcher Abschnitt 2018 zur Landesstraße zurückgestuft wurde,
- Die B 88, die aus Richtung Ohrdruf im Landkreis Gotha kommend in Richtung Saalfeld/Saale führt. Auf dem Teilstück von Ohrdruf bis Gräfenroda wird sie auch Waldsaumstraße genannt, da sie am Nordrand des Thüringer Waldes verläuft. Zwischen den Anschlussstellen Gräfenroda und Ilmenau-Ost verläuft sie auf der A 71, danach weiter in östlicher Richtung durch Gehren nach Saalfeld und Rudolstadt. Sie ist auf diesem Abschnitt die einzige Bundesstraße, die nicht durch Nutzung einer Autobahn umgangen werden kann. Daher gibt es hier eine erhebliche Verkehrsbelastung auch durch Fernverkehr.
- Die B 90, beginnend an der Anschlussstelle Stadtilm nahe Traßdorf an der A 71, verläuft südlich der Stadt in Richtung des Städtedreiecks Saalfeld-Rudolstadt-Bad Blankenburg und wurde von 2013 bis 2017 im Kreisgebiet neugebaut. Die verläuft hauptsächlich parallel zur B 88 und hat keine Ortsdurchfahrten, weshalb sie zu dessen Umfahrung genutzt werden kann.
- Die Landesstraße 3004 folgt dem Verlauf der ehemaligen Bundesstraße 4 von Erfurt kommend durch Arnstadt, Plaue, Ilmenau und Stützerbach weiter in Richtung Schleusingen. Sie wurde nach Fertigstellung der beiden Autobahnen 71 und 73 herabgestuft.

### Öffentlicher Nahverkehr
Neben dem Eisenbahn-Regionalverkehr bildet der Linienbusverkehr, der jeden Ort des Kreises bedient, das Rückgrat des öffentlichen Nahverkehrs im Ilm-Kreis. Dieser wird, basierend auf den historischen Kreisgrenzen, von zwei Gesellschaften durchgeführt, der RBA Regionalbus Arnstadt GmbH sowie der IOV Omnibusverkehr GmbH Ilmenau. Bis 2017 war der Kreis an beiden Unternehmen mit jeweils 34 % beteiligt, die übrigen Anteile waren im Besitz privater Gesellschafter. Die privaten Anteile des IOV wurden durch den Kreis aufgekauft und das Unternehmen damit kommunalisiert. Es soll ab 2019 den kompletten Linienbusverkehr im Kreis erbringen, der RBA wurde privatisiert.

### Flugverkehr
Im Kreisgebiet gibt es zwei Flugplätze, den Verkehrslandeplatz Arnstadt-Alkersleben und den Sonderlandeplatz Pennewitz, die hauptsächlich für Sport-, Freizeit- und Rundflüge, Arnstadt-Alkersleben auch für kleine Chartermaschinen, genutzt werden. Nächster internationaler Flughafen ist der Flughafen Erfurt-Weimar, ca. 20 km nördlich von Arnstadt.

## Gemeinden

Gemeinden im Ilm-Kreis

Arnstadt und Ilmenau sind als Mittelzentren ausgewiesen.
Grundzentren sind Amt Wachsenburg, Geratal, Großbreitenbach und Stadtilm.
(Einwohner am 31. Dezember 2024)
gemeinschaftsfreie Gemeinden
| Städte 1. Arnstadt, Stadt (28.615) 2. Großbreitenbach, Stadt, Landgemeinde (5.884) 3. Ilmenau, Große kreisangehörige Stadt (38.834) 4. Stadtilm, Stadt (8.312) | Gemeinden 1. Amt Wachsenburg (8.041) 2. Geratal, Landgemeinde (8.504) |

Verwaltungsgemeinschaften

* Sitz der Verwaltungsgemeinschaft
| - 1. VG Geratal/Plaue (4.314) [Sitz: Geratal (Ortsteil Geraberg)] 1. Elgersburg (1.206) 2. Martinroda (1.136) 3. Plaue, Stadt (1.972) | - 2. VG Riechheimer Berg (4.153) 1. Alkersleben (299) 2. Bösleben-Wüllersleben (629) 3. Dornheim (568) 4. Elleben (884) 5. Elxleben (645) 6. Osthausen-Wülfershausen * (514) 7. Witzleben (614) |

Zu den Begriffen „Verwaltungsgemeinschaft“ bzw. „erfüllende Gemeinde“ siehe Verwaltungsgemeinschaft und erfüllende Gemeinde (Thüringen)

## Gebietsveränderungen

### Gemeinden
- Auflösung der Gemeinden Dienstedt-Hettstedt, Ehrenstein, Großliebringen, Nahwinden, Niederwillingen und Singerberg – Zusammenlegung zur Gemeinde Ilmtal (1. Juni 1996)
- Auflösung der Gemeinde Rudisleben – Eingliederung nach Arnstadt (1. Juli 1999)
- Auflösung der Gemeinde Wachsenburggemeinde – Eingliederung nach Ichtershausen und Umbenennung der Gemeinde Ichtershausen in Amt Wachsenburg (31. Dezember 2012)
- Auflösung der Gemeinde Möhrenbach – Eingliederung nach Gehren, welches zur Landgemeinde erhoben wird (31. Dezember 2013)
- Auflösung der Städte Gehren und Langewiesen sowie der Gemeinden Pennewitz und Wolfsberg – Eingliederung nach Ilmenau (6. Juli 2018)
- Auflösung der Gemeinde Ilmtal – Eingliederung nach Stadtilm (6. Juli 2018)
- Auflösung der Gemeinde Wipfratal – Eingliederung nach Arnstadt (1. Januar 2019)
- Auflösung der Gemeinden Altenfeld, Böhlen, Friedersdorf, Gillersdorf, Großbreitenbach, Herschdorf, Neustadt am Rennsteig und Wildenspring – Zusammenlegung zur Stadt und Landgemeinde Großbreitenbach (1. Januar 2019)
- Auflösung der Gemeinde Kirchheim – Eingliederung nach Amt Wachsenburg (1. Januar 2019)
- Auflösung der Gemeinden Frauenwald und Stützerbach – Eingliederung nach Ilmenau (1. Januar 2019)
- Auflösung der Gemeinden Gehlberg und Schmiedefeld am Rennsteig – Eingliederung in die kreisfreie Stadt Suhl (1. Januar 2019)
- Auflösung der Gemeinden Frankenhain, Geraberg, Geschwenda, Gossel, Gräfenroda und Liebenstein – Zusammenlegung zur Landgemeinde Geratal (1. Januar 2019)
- Auflösung der Gemeinde Neusiß – Eingliederung nach Plaue (1. Januar 2019)
- Auflösung der Gemeinde Angelroda – Eingliederung nach Martinroda (31. Dezember 2019)
- Auflösung der Gemeinde Rockhausen – Eingliederung nach Amt Wachsenburg (31. Dezember 2019)

### Verwaltungsgemeinschaften und erfüllende Gemeinden
- Erweiterung der Verwaltungsgemeinschaft Oberes Geratal um die Gemeinde Gossel und die Stadt Plaue (1. Januar 1996)
- Auflösung der Verwaltungsgemeinschaft Ilmtal – Zusammenschluss der Mitgliedsgemeinden zur Gemeinde Ilmtal (1. Juni 1996)
- Die Stadt Arnstadt wird erfüllende Gemeinde für die Wachsenburggemeinde und Wipfratal (18. Oktober 1996)
- Auflösung der Verwaltungsgemeinschaften Bösleben und Kirchheim – Bildung der Verwaltungsgemeinschaft Riechheimer Berg aus den Mitgliedsgemeinden (1. Januar 1997)
- Die Stadt Arnstadt ist nicht länger erfüllende Gemeinde für die Wachsenburggemeinde (31. Dezember 2012)
- Auflösung der Verwaltungsgemeinschaft Langer Berg – Eingliederung der Stadt Gehren und der Gemeinde Pennewitz in die Stadt Ilmenau; Erweiterung der Verwaltungsgemeinschaft Großbreitenbach um die Gemeinden Herschdorf und Neustadt am Rennsteig (6. Juli 2018)
- Die Stadt Arnstadt ist nicht länger erfüllende Gemeinde für die Gemeinde Wipfratal (1. Januar 2019)
- Auflösung der Verwaltungsgemeinschaft Großbreitenbach – Zusammenschluss der Mitgliedsgemeinden zur Stadt und Landgemeinde Großbreitenbach (1. Januar 2019)
- Ausgliederung der Gemeinden Kirchheim und Rockhausen aus der Verwaltungsgemeinschaft Riechheimer Berg – Die Gemeinde Amt Wachsenburg wird erfüllende Gemeinde für Rockhausen
- Auflösung der Verwaltungsgemeinschaft Rennsteig – Eingliederung der Gemeinden Frauenwald und Stützerbach nach Ilmenau; Eingliederung der Gemeinde Schmiedefeld am Rennsteig in die kreisfreie Stadt Suhl (1. Januar 2019)
- Auflösung der Verwaltungsgemeinschaft Oberes Geratal – Zusammenschluss der Gemeinden Frankenhain, Geschwenda, Gossel, Gräfenroda und Liebenstein mit der aus der Verwaltungsgemeinschaft Geratal ausgegliederten Gemeinde Geraberg zur Landgemeinde Geratal; Erweiterung der Verwaltungsgemeinschaft Geratal um die Stadt Plaue; Umbenennung derselben in Verwaltungsgemeinschaft Geratal/Plaue; Eingliederung der Gemeinde Gehlberg in die kreisfreie Stadt Suhl; Eingliederung der Gemeinde Neusiß in die Stadt Plaue (1. Januar 2019)
- Die Gemeinde Amt Wachsenburg ist nicht länger erfüllende Gemeinde für die Gemeinde Rockhausen (31. Dezember 2019)

## Dialekte im Kreisgebiet
Im Landkreis werden die Mundarten Zentralthüringisch (Westlich der Ilm-Wohlrose-Linie), Ilmthüringisch (Östlich der Ilm-Wohlrose-Linie) und Hennebergisch (südlich des Rennsteiges) gesprochen, die zu den thüringisch-obersächsischen bzw. Hennebergisch zu den mainfränkischen Dialekten gehören.

## Kfz-Kennzeichen
Am 1. Juli 1994 wurden dem Landkreis die Kfz-Unterscheidungszeichen ARN (Arnstadt) und IL (Ilmenau) zugewiesen. Dabei erhielten die Fahrzeuge der Gemeinde Gehlberg die Kennung ARN. Ab dem 1. Februar 1995 war nur noch das Kürzel ARN offiziell. Dieses wurde nach heftigen Protesten am 15. März 1995 von der neuen Kennung IK abgelöst.
Bis etwa zum Jahr 2000 erhielten Fahrzeuge aus den Altkreisen besondere Erkennungsnummern:
| Gebiet            | Buchstaben | Zahlen    |
| ----------------- | ---------- | --------- |
| Altkreis Arnstadt | A bis L    | 1 bis 999 |
| Altkreis Arnstadt | AA bis LZ  | 1 bis 99  |
| Altkreis Ilmenau  | M bis Z    | 1 bis 999 |
| Altkreis Ilmenau  | MA bis ZZ  | 1 bis 99  |

Seit dem 24. November 2012 sind die Unterscheidungszeichen ARN und IL wieder erhältlich.

## Sonstiges
Der Landkreis gehört zur Planregion Mittelthüringen.
Der Ilm-Kreis pflegt eine rege Partnerschaft zum polnischen Landkreis Konin.
Im Oktober 2010 verlieh die deutsche Bundesregierung dem Kreis die Auszeichnung Ort der Vielfalt und lobte damit das Engagement von lokalen Vereinen und Initiativen für „Demokratie, Toleranz und Weltoffenheit“.